# Colin McRae
Colin Steele McRae (5. august 1968 – 15. september 2007) var en skotsk rallykører. Han var verdensmester i 1995 og blev nr. to i 1996, 1997 og 2001 samt nr. tre i 1998.
Colin McRae var søn af Jimmy McRae, der var femdobbelt britisk rallymester, så det var nærliggende for ham at forsøge sig i sportsgrenen også. Hans første forsøg var som medkører, men snart tog han selv rattet i 1986. Allerede i 1987 deltog han første gang i et løb i VM-serien, men der gik nogle år, inden hans første sejr kom i 1993. Siden da blev det til i alt 25 sejre i VM-løb, og i 1995 vandt han det samlede VM i sin Subaru. I de følgende år lå han konstant i toppen uden dog at kunne gentage VM-serien. Han bidrog dog kraftigt til, at Subaru tre år i træk vandt konstruktørernes VM.
I 1999 skiftede han til Ford Focus, og også i denne vogn vandt han flere løb. Med sin karrieres 25. sejr i 2002 satte han på den tid ny rekord i rallysporten – en rekord der dog siden er blevet slået. I 2003 skiftede han til Citroën, men efter blot et år og en samlet syvendeplads, var der ikke længere plads til McRae på fabriksholdene.
I stedet forsøgte han sig på andre områder og deltog i 2004 i Paris-Dakar-løbet og i Le Mans løbet. De følgende år kørte han enkelte rallyløb, og kort inden sin død udtalte han, at han var i gang med at finde plads til at køre 2008-sæsonen i rally.
Colin McRae var gift og havde to børn. Familien boede nogle år i Monaco, men vendte tilbage til udgangspunktet i Skotland. Hans bror, Alister, var i en årrække også aktiv rallykører, men dog med langt mindre succes end Colin.
Colin McRae omkom i et helikopterstyrt nær sit hjem i Skotland. Med i helikopteren var også hans femårige søn og to venner af familien, der alle ligeledes omkom. 

## Computerspil
I 1998 udgav Codemasters computerspillet Colin McRae Rally, som er udkommet i en række udgaver i årene efter, den seneste udgave udkom dagen før McRaes død. Han var konsulent på spillet fra starten.